# WEBrick
WEBrickは、単純なHTTP Webサーバの機能を提供するRubyのライブラリ。WEBrick は高橋征義と後藤裕蔵が当初開発し、その後オープンソースとして公開されると、他の開発者も開発に参加した。HTTP以外にもいくつかの単純なサーバサービスを提供している。
Ruby 1.6当時は単体で配布されていたが、Ruby 1.8以降はRuby本体と一緒に配布される標準ライブラリの一つとなっている。
Ruby on Rails フレームワークで、開発環境でのアプリケーションテスト用に使われている。よく使われているわりには、ドキュメンテーションが不十分という点が批判されることもある。